# Pixel 3a
Pixel 3a и Pixel 3a XL — пара смартфонов, разработанная компанией Google как часть линейки продуктов Pixel. Были официально объявлены 7 мая 2019 года на Google I/O, семь месяцев после анонса оригинальной линейки Pixel 3, и были выпущены в тот же день. 3 августа 2020 года ему на смену пришел Pixel 4a.

## Характеристики

### Дизайн
Pixel 3a и Pixel 3a XL представлены в трёх цветах: Just Black (полностью черный), Clearly White (белый с оранжевой кнопкой питания) и Purple-ish (бледно-лиловый, с неоново-желтой кнопкой питания). И Pixel 3a, и его «старшая» 3a XL версия напоминают меньший Pixel 3 после критики «чёлки» Pixel 3 XL. Они похожи на свои более дорогие аналоги, но оба имеют цельную конструкцию из поликарбоната и стекло Asahi Dragontrail, а не Corning Gorilla Glass, которое используется на большинстве других смартфонов.

### Аппаратное обеспечение
Pixel 3a и Pixel 3a XL оснащены процессором Snapdragon 670 и 4 Гб оперативной памяти, из них 64 ГБ нерасширяемого внутреннего хранилища eMMC. Оба телефона не имеют беспроводной зарядки, водонепроницаемости и Pixel Visual Core (PVC), которые являются стандартными для Pixel 3. В них есть стереодинамики и 3,5 мм разъем для наушников, последний из которых отсутствовал на Pixel 2 и Pixel 3. В отличие от Pixel 2 и Pixel 3, только один из динамиков находится на передней панели, а другой динамик находится внизу. Порт USB-C используется как для зарядки, так и для подключения других аксессуаров. Оба телефона также имеют Active Edge, где при нажатии на боковые стороны телефона активируется Google Assistant, который дебютировал с Pixel 2 и Pixel 2 XL.

#### Камера
Pixel 3a и Pixel 3a XL имеют 12,2-мегапиксельную заднюю камеру, она не изменилась от Pixel 3, и одну 8-мегапиксельную фронтальную камеру, в которой отсутствует второй широкоугольный датчик. Они обладают многими из тех же функций фотосъемки, что и Pixel 3.

### Программное обеспечение
Pixel 3a и Pixel 3a XL были выпущены с Android 9.0 Pie.